# Terceira Conferência Geral do Episcopado Latino-Americano
A  Terceira Conferência Geral do Episcopado Latino-Americano realizou-se em Puebla de los Angeles no período de 27 de janeiro a 13 de fevereiro de 1979. 
A terceira Conferência Geral do Episcopado Latino-Americano foi realizada em Puebla de los Angeles, no México, em 1979. No fim de 1976, no transcurso da XVI Assembléia do CELAM, celebrada em San Juan de Puerto Rico, Sebastião Cardeal Baggio, então prefeito da Congregação para os Bispos e presidente da Pontifícia Comissão para a América Latina, anunciou que Paulo VI tinha a intenção de convocar a III Conferência Geral. 
Os bispos acolheram com entusiasmo a notícia e iniciaram os trabalhos preparatórios ao evento eclesial. Paulo VI apontou como documento de referência a Exortação Apostólica Evangelii Nuntiandi, de 1975, na qual o pontífice analisava o que é evangelizar, qual é o conteúdo da evangelização, quem são os destinatários da evangelização, quem são seus agentes e que espírito deve presidi-la. 
Paulo VI convocou oficialmente a III Conferência no dia 12 de dezembro de 1977, sob o tema: “Evangelização no presente e no futuro da América Latina”. O pontífice assinalou que ela seria celebrada de 12 a 18 de outubro de 1978, mas o seu falecimento e o breve pontificado do Papa João Paulo I fizeram com que a Conferência fosse adiada, até ter lugar de 28 de janeiro a 13 de fevereiro de 1979. Participaram 356 delegados, sendo previstos inicialmente 249, 221 dos quais eram bispos. 
A presidência da Conferência de Puebla esteve a cargo de Sebastião Cardeal Baggio, prefeito da Congregação para os Bispos e presidente da Pontifícia Comissão para a América Latina; de  Dom Aloísio Cardeal Lorscheider, arcebispo de Fortaleza, presidente da CNBB e presidente do CELAM; e de Alfonso López Trujillo, arcebispo coadjutor de Medellín, na Colômbia e secretário-geral do CELAM.
O Papa João Paulo II inaugurou a III Conferência pessoalmente, com um discurso lido no Seminário Palafoxiano de Puebla. Essa foi a primeira viagem deste Papa à América e despertou o interesse de multidões. Seu discurso inaugural ditaria a marcha dos trabalhos da reunião eclesial. 
O Papa assinalou em seu discurso que os bispos deveriam tomar como ponto de partida desta nova Conferência as conclusões de Medellín, “com tudo o que têm de positivo, mas sem ignorar as incorretas interpretações por vezes feitas e que exigem sereno discernimento, oportuna crítica e claras tomadas de posição”.  Reafirmou a indicação de que os bispos tomassem como pano de fundo a Exortação Apostólica de Paulo VI, Evangelii Nuntiandi. 
João Paulo II afirmou que era “um grande consolo para o pastor universal constatar que vos congregais aqui não como um simpósio de peritos, não como um parlamento de políticos, não como um congresso de cientistas ou técnicos, por mais importantes que possam ser estas reuniões, mas como um fraterno encontro de pastores”. 
“Vigiar pela pureza da doutrina, indicava o Papa João Paulo II, base da edificação da comunidade cristã, é, pois, junto com o anúncio do Evangelho, dever primeiro e insubstituível do pastor, do mestre da fé.” 
O pontífice insistiu firmemente na transmissão da verdade sobre Jesus Cristo, no anúncio do nome, da vida, das promessas, do reino, do mistério de Jesus de Nazaré, “pois do conhecimento vivo desta verdade dependerá o vigor da fé de milhões de homens”. 
Fez um chamado à fidelidade à Igreja, a uma antropologia fundamentada no Evangelho, ao serviço à unidade, à defesa da dignidade humana, ao cuidado da família, das vocações sacerdotais e religiosas e da juventude. 
Puebla teve como preocupação básica: o que é evangelizar, hoje e amanhã, na América Latina? A missão fundamental da Igreja é evangelizar, hoje, aqui, de olhos abertos para o futuro. 
Em sua Mensagem aos Povos da América Latina, os bispos delegados afirmavam que uma das primeiras perguntas que surgiram na reunião eclesial foi: “Vivemos de fato o Evangelho de Cristo em nosso continente?” Apesar de reconhecer a existência de “grande heroísmo oculto” e “muita santidade silenciosa, confessavam que “o cristianismo, que traz consigo a originalidade do amor, nem sempre é praticado em sua integridade nem mesmo por nós cristãos”. 
Clamam então à conversão e à instauração de uma civilização do amor inspirada por Jesus Cristo, pois “o amor cristão ultrapassa as categorias de todos os regimes e sistemas, porque traz consigo a força insuperável do Mistério Pascal, o valor do sofrimento da cruz e as marcas da vitória e da ressurreição”. 
O documento conclusivo da Conferência de Puebla tem cinco partes, cujos títulos são: I) Visão pastoral da realidade latino-americana; II) Desígnio de Deus sobre a realidade da América Latina; III) A evangelização na Igreja da América Latina: comunhão e participação; IV) Igreja missionária a serviço da evangelização na América Latina; V) Sob o dinamismo do Espírito: opções pastorais. A primeira parte abre com uma visão da realidade latino-americana, que inicia com um olhar pelos cinco séculos da evangelização da Igreja. “Nosso radical substrato católico, com suas formas vitais de religiosidade, foi estabelecido e dinamizado por uma imensa legião missionária de bispos, religiosos e leigos.” 
Os bispos atentam para o fenômeno da desigualdade e da injustiça na América Latina, que gera uma situação de “pobreza desumana em que vivem milhões de latino-americanos”, fato visto como “escândalo e contradição com o ser cristão”. 
Aos imensos desafios à evangelização, que busca promover o encontro com Cristo para transformar um contexto de marginalização, desrespeito aos direitos humanos, subversão dos valores culturais, desagregação familiar e dos demais valores cristãos, os bispos pedem que se veja o rosto concreto do povo peregrino que sofre. 
As feições das crianças, “golpeadas pela pobreza ainda antes de nascer”; dos jovens “desorientados por não encontrarem seu lugar na sociedade”; dos indígenas e afro-americanos “segregados”; dos camponeses, submetidos à exploração; dos operários, “que têm dificuldades em defender os próprios direitos”; dos desempregados; dos marginalizados e amontoados nas grandes cidades; dos anciãos, “postos à margem” por uma sociedade “que prescinde das pessoas que não produzem”. 
A segunda parte das conclusões apresenta o conteúdo da evangelização e o que é evangelizar. “Propomos agora anunciar as verdades centrais da evangelização: Cristo, nossa esperança”; a Igreja, “mistério de comunhão, povo de Deus a serviço dos homens”; o homem, “por sua dignidade imagem de Deus”.
Os bispos enfatizam que “a evangelização dá a conhecer Jesus como o Senhor que nos revela o Pai e nos comunica seu Espírito. Ela chama-nos à conversão que é reconciliação e vida nova, leva-nos à comunhão com o Pai que nos torna filhos e irmãos. Faz brotar, pela caridade derramada em nossos corações, frutos de justiça, perdão, respeito, dignidade e paz no mundo”. 
A terceira parte das conclusões de Puebla refere-se à evangelização da América Latina, por meio da comunhão e participação. Aborda a situação da família latino-americana, das paróquias e pequenas comunidades, do ministério hierárquico, da vida consagrada, dos leigos, da pastoral vocacional.
Os bispos apresentam a oração particular e a piedade popular, “presentes na alma de nosso povo”, como valores de evangelização. Apontam a liturgia como o “momento privilegiado de comunhão e participação para uma evangelização que conduz à libertação cristã integral, autêntica”. 
Destacam o testemunho como “primeira opção pastoral”; a catequese, que permite “formar homens pessoalmente comprometidos com Cristo”. Citam ainda a educação e os meios de comunicação social como instrumentos imprescindíveis de promoção humana e auxílio à instauração do Reino de Deus. Na quarta parte das conclusões de Puebla, que aborda o tema da Igreja missionária a serviço da evangelização, os bispos afirmam que “os pobres e os jovens constituem a riqueza e a esperança da Igreja na América Latina, e sua evangelização é, por conseguinte, prioritária”. 
A opção preferencial pelos pobres apontada por Puebla, na trilha de Medellín, “exigida pela escandalosa realidade dos desequilíbrios econômicos da América Latina, deve levar a estabelecer uma convivência humana digna e a construir uma sociedade justa e livre”. 
Ao mesmo tempo em que clamam a uma “necessária mudança das estruturas sociais, políticas e econômicas injustas”, os bispos em Puebla reafirmam que esta “não será verdadeira e plena, se não for acompanhada pela mudança de mentalidade pessoal e coletiva com respeito a um ideal duma vida humana digna e feliz, que por sua vez dispõe à conversão”. 
Já a opção preferencial pelos jovens implica apresentar a eles “o Cristo vivo, como único Salvador, para que, evangelizados, evangelizem e contribuam, como em resposta de amor a Cristo, para a libertação integral do homem e da sociedade, levando uma vida de comunhão e participação”. 
“A juventude não se pode considerar em abstrato, nem é um grupo isolado no corpo social. Por isso, ela requer pastoral articulada que permita comunicação efetiva entre os diversos períodos da juventude e continuidade de formação e compromisso depois, na idade adulta.” 
A quinta parte das conclusões de Puebla enfatiza a vertente sobrenatural da ação da Igreja, ou seja, que é a força de Deus que impele para a plenitude a sua Igreja. Nessa trilha, apresenta opções pastorais relacionadas em muitos aspectos com a promoção humana. 
Os bispos afirmam optar por uma “Igreja-sacramento de comunhão”, que “oferece energias incomparáveis para promover a reconciliação e a unidade solidária dos nossos povos”; uma “Igreja servidora”, “que prolonga no decorrer dos tempos o Cristo-Servo de Javé através dos diversos ministérios e carismas”; uma “Igreja missionária”, “que anuncia alegremente ao homem de hoje que ele é filho de Deus em Cristo”. 